# Эквский язык
Э́квский язы́к — мёртвый язык из группы италийских языков. Носителями языка был народ, который римляне называли эквы или эквиколы, живший в Альбанских горах на северо-востоке Лация и в центральной части Апеннин к востоку от римлян во времена ранней и средней Римской республики, то есть около V—III вв. до н. э., после чего эквы были разгромлены римлянами и романизованы.

## Корпус надписей
Большинство надписей на территории эквов выполнено на латинском языке. Однако имеются две надписи, язык которых представляется иным, хотя и похожим на латинский.
К ним можно добавить глоссы, топонимы и личные имена из корпуса италийских надписей Конвея, однако в настоящее время невозможно точно установить, какие из них — эндонимы, а какие — использовавшиеся римлянами экзонимы.
Надпись из Альба-Фукус представляет собой бронзовую пластинку с двумя словами: ALBSI PATRE Конвей реконструирует первое слово как *albe(n)si (в дательном падеже). Бальди переводит текст на латинский как Albano patri (оба слова в дательном падеже), то есть «(богу по имени) Отец Альбана».
Второй документ — надпись из Клитернии (Капрадоссо) в коммуне Петрелла-Сальто. Это камень с надписью, смытый ручьём с первоначального места нахождения на холме и утративший таким образом археологический контекст. Текст гласит:
VIA INFERIOR | PRIVATAST | T VMBRENI C F |
PRECARIO | ITVR | PECVS PLOSTRV | NIQVIS AGAT
что означает, что проходящая под холмом дорога является частной, и проезд по ней возможен лишь с разрешения Тита Умбрена, сына Гая, однако проход гужевого скота запрещён.